# Райън Мърфи
Райън Патрик Мърфи (на английски: Ryan Patrick Murphy) (роден на 30 ноември 1965 г.) е американски сценарист, режисьор и продуцент на сериали и филми. Сред най-известните сериали, по които е работил, са Клъцни/Срежи (2003 – 2010), Клуб Веселие (2009 – 2015), Зловеща семейна история (2011-настояще) и Кралици на ужаса (2015 – 2016).

## Ранен живот
Мърфи е израснал в Индианаполис в католическо семейство на ирландци. От първи до осми клас посещава католическо училище. Завършил е гимназия „Уорън Сентрал“ в родния си град. Описва майка си като „кралица на красотата, която би направила всичко, за да си остане вкъщи да се грижи за синовете си“. Тя е авторка на пет книги и е работила в сферата на комуникацията повече от 20 години преди да се пенсионира. Баща му е бил директор на тиража на местен вестник повече от 30 години.
След като обявява, че е гей, той решава да започне да посещава психолог, който не намира нищо лошо в него. Като дете е бил част от училищния хор, което му помага да създаде „Клуб Веселие“. В колежа, също се занимава с мюзикъли като става част и от редакцията на училищния вестник.

## Кариера

### Началото
Мърфи започва да се занимава като журналист и работи за Лос Анджелис Таймс, Ню Йорк Таймс, Ентъртейнмънт Уийкли и други. Започва да пише сценарии през 90-те, когато Стивън Спилбърг проявява интерес в творбата му „Защо не мога да бъда като Одри Хепбърн?“.

### Телевизия
Първият хит, по идея на Мърфи, е „Клъцни/Срежи“, който получава отлични коментари от зрителите и критиците и му носи няколко Златни глобуса и награди Еми. Първоначалните предвидени 13 епизода на „Клуб Веселие“ са удължени до 22, а освен първия сезон, са създадени още цели пет. Започна петият сезон на друг успешен проект на Мърфи, „Зловеща семейна история“, чийто дебютен сезон получава цели 17 номинации за Еми.